# Pożyczki społecznościowe
Pożyczki społecznościowe lub pożyczki społeczne (ang. social lending) – polegają na zawieraniu transakcji pożyczek bezpośrednio pomiędzy osobami fizycznymi poprzez serwisy internetowe, bez pośrednictwa tradycyjnych instytucji finansowych.
Pierwszym serwisem tego typu był założony w Wielkiej Brytanii „Zopa” (Zone of Possible Agreement). Model biznesowy Zopa polegał na wymianie środków finansowych między osobami, które dysponują nadwyżką finansową i mają do zaoferowania wolne środki pieniężne oraz tymi, którzy chcą je pożyczyć. W niedługim czasie w ślad za nimi poszły inne państwa.

## Pożyczki społecznościowe w Polsce
W Polsce pożyczki społecznościowe pojawiły się w 2008 roku. W czerwcu 2013 r. było 6 serwisów typu social lending.
Różnią się one głównie pod względem wielkości transakcji, jakie mogą być zawierane pomiędzy uczestnikami, oraz rozwiązaniami w zakresie ochrony pożyczkodawców i pożyczkobiorców.
Pożyczki społecznościowe w Polsce są alternatywą dla popularnych pożyczek pozabankowych. Wadą pożyczek społecznościowych jest ich opodatkowanie – pożyczający musi liczyć się z koniecznością zapłaty podatku dochodowego w wysokości 19%. Zaletą pożyczek społecznościowych jest elastyczność. Pożyczkodawca oraz pożyczkobiorca indywidualnie ustalają okres kredytowania, oprocentowanie oraz pozostałe warunki pożyczki.